# なぜなぜ日本
『なぜなぜ日本』（なぜなぜにっぽん）は、NHK教育テレビジョンで1997年4月8日から2003年3月17日まで放送されていた小学校5年生向けの学校放送（教科：社会科）である。

## 概要
2001年3月までは、番組案内役でもある「なぞのおじさん」が主人公である都会の若者「ナオキ」に日本社会の仕組みを知ってもらうため、ナオキを尾行しながら間接的に調査テーマを与えていくという形式で進行。それらをナオキが何気なくリポートして解決していくことで社会の仕組みを学んでいた。
2001年4月からは、うじきつよしが各回の特集テーマを映像資料を使って解説するという、それまでとはまったく異なる内容になった。

## 出演者
- ナオキ

演 - 市村直樹
主人公
都会に住む若者。
- なぞのおじさん

演 - 辻三太郎
番組案内役
番組では様々な変装をしながら解説を行う。
ナオキのことを「アイツ」と呼んでいる。
- うじきつよし

2001年度以降のナビゲーター

## 放送時間
| 期間                         | 放送時間                                             |
| ---------------------------- | ---------------------------------------------------- |
| 1997年4月8日 - 2002年4月2日  | 火曜日 10:45 - 11:00 新作の放送は2002年3月12日まで。 |
| 2002年4月8日 - 2003年3月17日 | 月曜日 11:45 - 11:59                                 |

別の時間帯での再放送あり。

## 放送リスト

### 1997年度
| 回 | タイトル               | 初回放送日     |
| -- | ---------------------- | -------------- |
| 1  | コンビニ最前線         | 1997年04月08日 |
| 2  | 米にもいろいろ         | 1997年04月22日 |
| 3  | 野菜が変わる           | 1997年05月13日 |
| 4  | 卵の秘密               | 1997年05月27日 |
| 5  | 魚はどこから           | 1997年06月10日 |
| 6  | 養殖魚がいっぱい       | 1997年06月24日 |
| 7  | 海を渡る食べもの       | 1997年07月08日 |
| 8  | あふれる電気製品       | 1997年08月26日 |
| 9  | これからの自動車       | 1997年09月16日 |
| 10 | これもリサイクル       | 1997年09月30日 |
| 11 | やっぱり手作り         | 1997年10月14日 |
| 12 | 公害をなくせ           | 1997年10月28日 |
| 13 | 真夜中のトラック       | 1997年11月11日 |
| 14 | 空飛ぶ貨物             | 1997年11月25日 |
| 15 | ここにもコンピューター | 1997年12月09日 |
| 16 | テレビの世界           | 1998年01月06日 |
| 17 | かけめぐる情報         | 1998年01月20日 |
| 18 | 森のあるくらし         | 1998年02月03日 |
| 19 | 新しい町作り           | 1998年02月17日 |
| 20 | 日本Q&A                | 1998年03月03日 |

### 1998年度
| 回 | タイトル                   | 初回放送日     |
| -- | -------------------------- | -------------- |
| 1  | おいしいお弁当             | 1998年04月07日 |
| 2  | がんばる米づくり           | 1998年04月21日 |
| 3  | いつでも果物               | 1998年05月12日 |
| 4  | 牛乳飲んでるかい           | 1998年05月26日 |
| 5  | なんでも養殖               | 1998年06月23日 |
| 6  | レンジでチン               | 1998年08月25日 |
| 7  | なくそう公害〜未来の自動車 | 1998年09月29日 |
| 8  | 手づくりがいいね           | 1998年10月13日 |
| 9  | それってハイテク           | 1998年10月27日 |
| 10 | 貿易ってなんだ             | 1998年11月24日 |
| 11 | これからは国際化           | 1998年12月08日 |
| 12 | コンピューター時代だ       | 1999年01月05日 |
| 13 | テレビの裏側で             | 1999年01月19日 |
| 14 | 森とくらそう               | 1999年02月02日 |
| 15 | 住みよい都会って           | 1999年02月16日 |
| 16 | 日本Q&A                    | 1999年03月02日 |

### 1999年度
| 回 | タイトル             | 初回放送日     |
| -- | -------------------- | -------------- |
| 1  | うまいぜ弁当         | 1999年04月06日 |
| 2  | 野菜の不思議         | 1999年05月11日 |
| 3  | 知らない魚           | 1999年06月08日 |
| 4  | ようしょく最前線     | 1999年06月22日 |
| 5  | 伝統っていいね       | 1999年08月24日 |
| 6  | これからのロボット   | 1999年10月12日 |
| 7  | はしれトラック       | 1999年11月09日 |
| 8  | 外国からのおくり物   | 1999年11月25日 |
| 9  | 国際化時代だ         | 1999年12月07日 |
| 10 | 携帯でいこう         | 2000年01月11日 |
| 11 | テレビとネットワーク | 2000年01月25日 |
| 12 | 森と川とくらし       | 2000年02月08日 |
| 13 | 日本Q&A              | 2000年03月07日 |

### 2000年度
| 回 | タイトル             | 初回放送日     |
| -- | -------------------- | -------------- |
| 1  | ハンバーガー大好き   | 2000年04月11日 |
| 2  | トマトの秘密         | 2000年04月25日 |
| 3  | 新しいお米           | 2000年05月9日  |
| 4  | 黒豚ってなに?        | 2000年05月30日 |
| 5  | 食べものはどこから   | 2000年07月11日 |
| 6  | なるほど伝統         | 2000年08月29日 |
| 7  | クルマは変わる       | 2000年09月19日 |
| 8  | クルマなんでも大調査 | 2000年10月03日 |
| 9  | はたらくロボット     | 2000年10月17日 |
| 10 | 手作りってカッコイイ | 2000年10月31日 |
| 11 | とどけ宅配便         | 2000年11月14日 |
| 12 | ネットワーク時代だ   | 2000年12月12日 |
| 13 | 携帯新時代           | 2001年01月09日 |
| 14 | テレビはこれから     | 2001年01月23日 |
| 15 | 森を守るって         | 2001年02月06日 |
| 16 | これから都会では     | 2001年02月20日 |
| 17 | 日本Q&A              | 2001年03月06日 |

### 2001年度
| 回 | タイトル               | 初回放送日     |
| -- | ---------------------- | -------------- |
| 1  | カレーのひみつ         | 2001年04月10日 |
| 2  | がんばる米作り         | 2001年04月24日 |
| 3  | お米なんでも大百科     | 2001年05月15日 |
| 4  | いつでも野菜           | 2001年05月29日 |
| 5  | 魚はどこから           | 2001年06月12日 |
| 6  | そだてる漁業の今       | 2001年06月26日 |
| 7  | 食べものはこれから     | 2001年07月10日 |
| 8  | 伝統っていいね         | 2001年08月28日 |
| 9  | 新しいクルマ           | 2001年09月18日 |
| 10 | クルマいろいろ大調査   | 2001年10月02日 |
| 11 | 守ろう環境             | 2001年10月16日 |
| 12 | これぞハイテク         | 2001年10月30日 |
| 13 | コンビニのひみつ       | 2001年11月13日 |
| 14 | 海をこえる品物         | 2001年11月27日 |
| 15 | 国際化は進む           | 2001年12月11日 |
| 16 | どこでもコンピューター | 2002年01月08日 |
| 17 | テレビ新時代           | 2002年01月22日 |
| 18 | 森を守ろう             | 2002年02月05日 |
| 19 | これから都会では       | 2002年02月19日 |
| 20 | 日本Q&A                | 2002年03月05日 |

### 2002年度
| 回 | タイトル             | 初回放送日     |
| -- | -------------------- | -------------- |
| 1  | ニッポン東西南北     | 2002年04月08日 |
| 2  | いろいろなお米       | 2002年04月22日 |
| 3  | いつでも果物         | 2002年05月13日 |
| 4  | うまいぜ牛乳         | 2002年05月27日 |
| 5  | これからの漁業       | 2002年06月24日 |
| 6  | 海をこえてくる食べ物 | 2002年07月08日 |
| 7  | 工場から食べ物       | 2002年08月26日 |
| 8  | クルマ新時代         | 2002年09月16日 |
| 9  | がんばる町工場       | 2002年10月18日 |
| 10 | やさしいハイテク     | 2002年10月28日 |
| 11 | ここにも輸入品       | 2002年11月11日 |
| 12 | テレビ最前線         | 2002年11月25日 |
| 13 | ケータイはこれから   | 2002年12月09日 |
| 14 | 南の島では           | 2003年01月06日 |
| 15 | 雪を生かすくらし     | 2003年01月27日 |
| 16 | 守ろう環境           | 2003年02月10日 |
| 17 | 森のおかげ           | 2003年02月24日 |
| 18 | おたよりありがとう   | 2003年03月10日 |